# Ед О'Нийл
Едуард Ленард О'Нийл (на английски: Edward Leonard O'Neill) е американски актьор.

## Биография
Роден на 12 април 1946 г.

### Личен живот
От 1986 г. е женен за актрисата Катрин Русоф. От нея има две дъщери, родени съответно през 1996 и 1999 г.

### Кариера
Участва във филмите „Дъч“ и „Колекционерът“, но е най-известен с ролята си на Ал Бънди в ситкома „Женени с деца“. О'Нийл има второстепенна роля като губернатор Ерик Бейкър в сериала на Ен Би Си „Западното крило“. Бейкър, стабилен кандидат за президент на демократите, встъпва в длъжност в края на сериала. Актьорът често играе полицаи в сериали и филми. Участва и в един епизод на „Осем прости правила“, където се среща с Кейт (в ролята Кейти Сегал, която играе екранната му съпруга Пеги в „Женени с деца“). Играе Джей Причет в комедийния сериал „Модерно семейство“.

### Награди
На 30 август 2011 г. О'Нийл получава звезда на Холивудската алея на славата.

## Избрана филмография

### Кино
| Година | Филм             | Оригинално заглавие | Роля             | Режисьор      | Бележки |
| ------ | ---------------- | ------------------- | ---------------- | ------------- | ------- |
| 1980   | Фатален партньор | Cruising            | Детектив Шрайбер | Уилям Фридкин |         |
| 1989   | К-9              | К-9                 | сержант Брениган | Род Даниъл    |         |

### Телевизия
| Година      | Филм                | Оригинално заглавие    | Роля        | Бележки            |
| ----------- | ------------------- | ---------------------- | ----------- | ------------------ |
| 1987 – 1997 | Женени с деца       | Married… with Children | Ал Бънди    |                    |
| 2002 – 2005 | Осем прости правила | 8 Simple Rules         |             | участва в 1 епизод |
| 2009 – 2020 | Модерно семейство   | Modern Family          | Джей Причет |                    |